# Ľubomír Puhák
Ľubomír Puhák (* 15. února 1971) je bývalý slovenský fotbalista, záložník a fotbalový trenér.

## Fotbalová kariéra
Hrál za Tatran Prešov, Turnov, TJ Vítkovice a SFC Opava. V Poháru vítězů poháru odehrál v roce 1994 za Prešov 1 utkání.

## Trenérská kariéra
Působil jako trenér MFK Stará Ľubovňa.